# Kostolná-Záriečie
Pour les articles homonymes, voir Záriečie.
Kostolná - Záriečie (allemand : Kostel bei Trentschin, hongrois : Vágegyháza-Alsózáros) est un village de Slovaquie situé dans la région de Trenčín.

## Histoire
La première mention écrite du village date de 1318.

## Démographie

### Évolution de la population
| Année:               | 1994. | 2004.   | 2014.   | 2024.   |
| -------------------- | ----- | ------- | ------- | ------- |
| Nombre de personnes: | 662   | 645     | 658     | 671     |
| Différence:          |       | -2,56 % | +2,01 % | +1,97 % |

| Année:               | 2023. | 2024.   |
| -------------------- | ----- | ------- |
| Nombre de personnes: | 672   | 671     |
| Différence:          |       | -0,14 % |